# Masaru Motegi
Masaru Motegi (jap. 茂木優 Motegi Masaru; ur. 23 kwietnia 1950 w prefekturze Akita) – japoński zapaśnik w stylu wolnym. Olimpijczyk z Montrealu 1976, gdzie zajął ósme miejsce w kategorii 82 kg.
Siódme miejsce na mistrzostwach świata w 1974. Złoty medal na igrzyskach azjatyckich w 1978, srebrny w 1974, piąte miejsce w 1982. Drugi w mistrzostwach Azji w 1979.